# Вольферсдорф, Карл Людвиг фон
Граф (с 1741) Карл Людвиг фон Вольферсдорф (нем. Carl Ludwig von Wolffersdorff; 15 июня 1700, Silberstraße, Цвиккау — 5 октября 1774) — польско-саксонский обер-егермейстер, андреевский и александровский кавалер (1754).

## Биография
Родился в 1700 году в окрестностях Вилькау. Происходил из старинного дворянского рода фон Вольферсдорфов из исторической области Фогтланд. Однако, графского титула этот род был прежде не имел: его Карл Людвиг фон Вольферсдорф получил в 1741 году от курфюрста Саксонского.
В 1754 году был удостоен императрицей Елизаветой Петровной высшего русского орден Андрея Первозванного, в комплекте с которым производилось награждение орденом Александра Невского.
Занимая придворную должность обер-егермейстера, и отвечая формально за организацию придворной охоты, был фактически одним из ближайших лиц к курфюрсту и влиял на принятие политических решений.
Скончался в 1774 году, не оставив наследников, что означало, что с ним пресеклась графская ветвь рода фон Вольферсдорф.